# Nuraghe Nolza
Il nuraghe Nolza è un sito archeologico situato nel comune di Meana Sardo, in provincia di Nuoro.

## Ubicazione
Il Nuraghe Nolza, edificato su di un rilievo scistoso denominato Cuccuru Nolza, è il monumento di età nuragica più rilevante dell’intera area che lo ospita compresa nel territorio comunale di Meana Sardo, piccolo centro della provincia di Nuoro nella regione storica della Barbagia di Belvì, si distingue per importanza e monumentalità in una superficie collinare inclusa in circa 100 kmq. Il sistema territoriale in cui è stato edificato durante la media età del bronzo, è chiuso dal bacino idrografico del Rio Arascìsi (o Rio Araxisi)e il Rio Maiòri che attraversano i territori di Atzara, Meana e Samugheo. Esso abbraccia circa 18 nuraghi, di cui 5 complessi e 13 monotorre, oltre che 8 insediamenti privi di nuraghe e una tomba di giganti. Questi monumenti spesso si elevano sulla sommità di un rilievo, costeggiando l’alveo fluviale, a distanze che raramente superano il km di distanza, in altri casi si distinguono a ridosso degli affluenti principali. Costruzioni che non ricadono tutte nel territorio di Meana Sardo ma comunicano tra loro attraverso delle strade di penetrazione agraria che ricalcano antichi tratturi neo-eneolitici.

## Descrizione
Nuraghe Nolza è stato sottoposto a indagini di scavo archeologico sin dal 1994 quando appariva ancora completamente interrato e i dati della sua costruzione, frequentazione e gli interventi di ristrutturazione sono stati confermati dalla lettura delle strutture murarie. I primissimi scavi misero in luce un poderoso bastione quadrilobato che racchiude il mastio innalzandosi ancora oggi con una considerevole altezza. Non è ancora chiaro se il bastione centrale sia stato o no circondato da un antemurale mentre è accertata la presenza di un esteso villaggio di cui al momento non si conoscono le dimensioni precise (presumibilmente 1,5-2 ettari). La struttura quadrilobata ha subito nel tempo varie ristrutturazioni e la prima fase dell’insediamento è stata in parte nascosta e obliterata dagli interventi successivi, questo è uno dei motivi per cui non abbiamo una precisa contezza delle strutture che componevano il nuraghe nel momento più antico relativo al Bronzo Medio tardo (circa XV-XIV secolo a. C.). Già in epoca nuragica, la struttura subì varie ricostruzioni e rifacimenti che portarono al completo riempimento di una delle torri, occludendo così volutamente le feritoie e la stessa scala che portava al terrazzamento superiore. È chiaro, quindi, che dal XII sec. non fu più utilizzata.
Nel complesso la struttura del quadrilobato si presenta leggermente asimmetrica e con forma lievemente trapezoidale, aspetti dovuti all’adattamento del monumento alla collina che lo ospita. Il nuraghe è stato edificato per i 2/3 della sua altezza con massi poco elaborati in scisto (pietra locale) e posati a secco, mentre per il terrazzamento finale sono stati utilizzati conci in trachite policroma, lavorati con perizia. Oggi è possibile accedere al nuraghe oltrepassando un piccolo muro in scisto che grava sulle torri del versante Ovest. Durante il XII sec., i grandi lavori di ristrutturazione videro smantellate e ricostruite le torri D e C, del versante Sud-Est, l’occultamento dell’ingresso originario ad Est e l’apertura di un nuovo ingresso a Ovest, apportando la variazione anche degli ambienti interni. La torre D e la cortina Sud furono riedificati con grossi massi in porfido che contrastano con il resto dell’originaria struttura in scisto. La scala interna composta da 21 gradini in scisto è agevole e in buone condizioni, permette l'accesso al cortiletto esterno sul piano sopraelevato originariamente ricoperto di sfoglie di sughero e uno strato di argilla.
Fra i materiali di risulta della rimozione delle antiche fasi di frequentazione si identificano forme tipiche delle fasi intermedie e finali del Bronzo Recente quali fusaiole, scodelle e scodelloni, scodelline a risega interna in ceramica grigia nuragica, ciotole carenate e olle a colletto, che permettono di confermare la datazione del sito e l’utilizzo abitativo del monumento.

## Galleria d'immagini

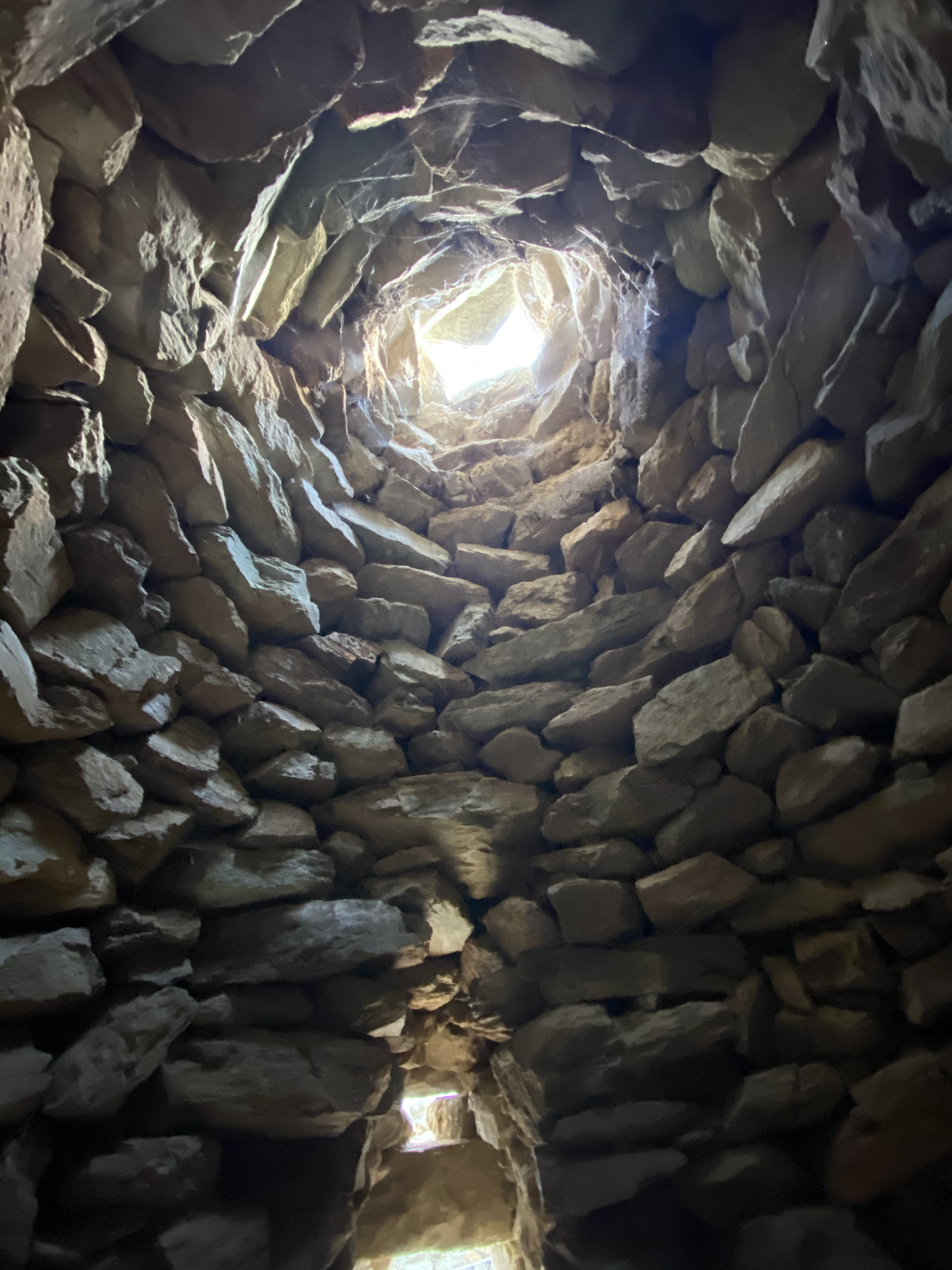
Tholos torre centrale
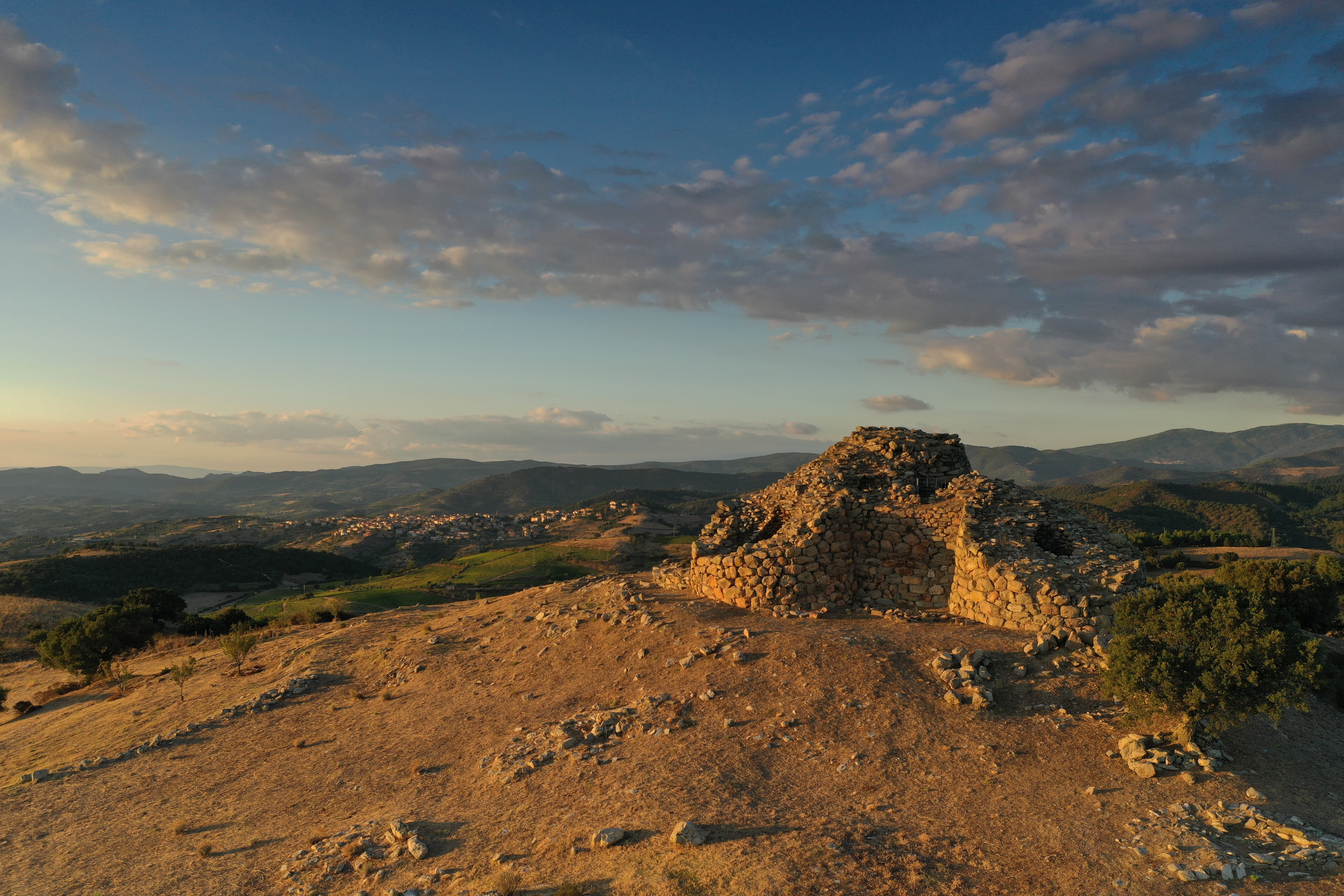
Vista di nuraghe Nolza in un tramonto di fine estate
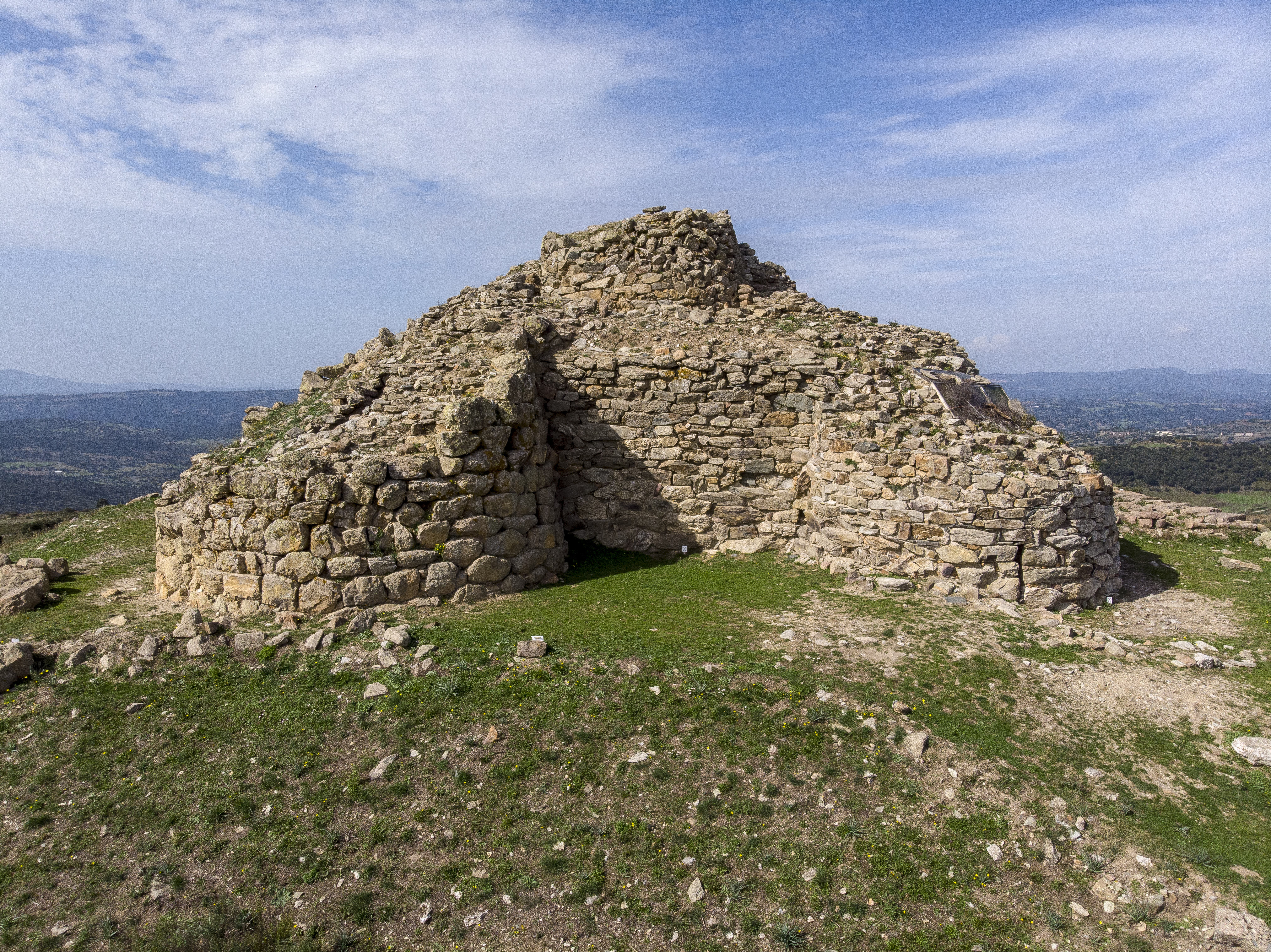
Vista Est torri C - F
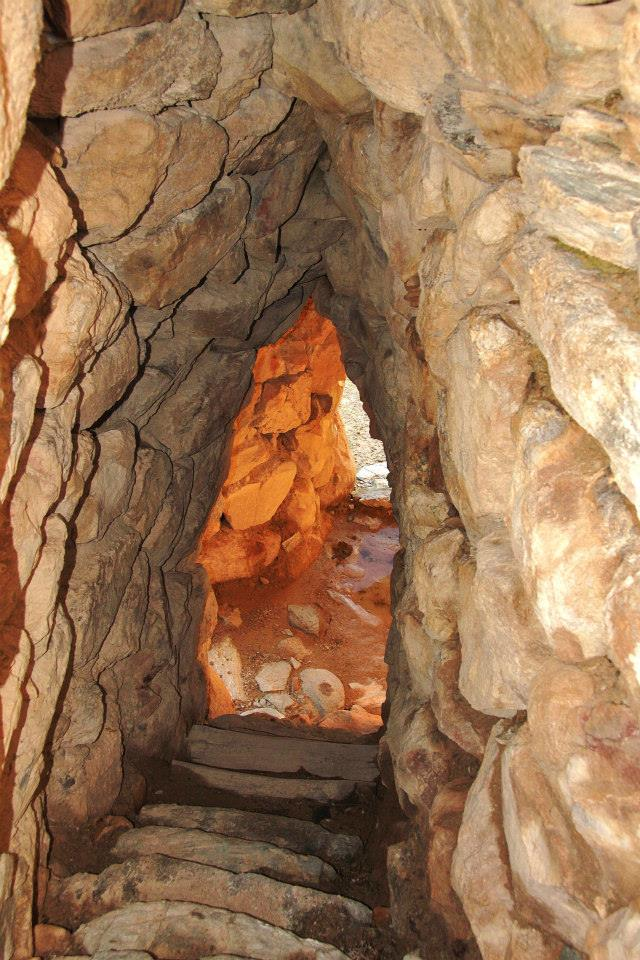
Vano scala
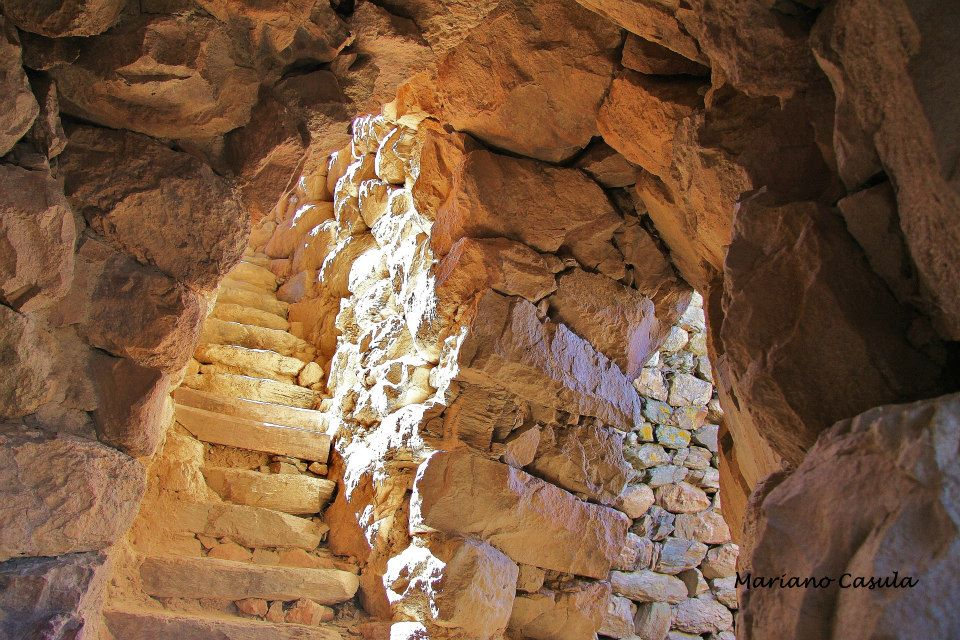
Interno Ingresso
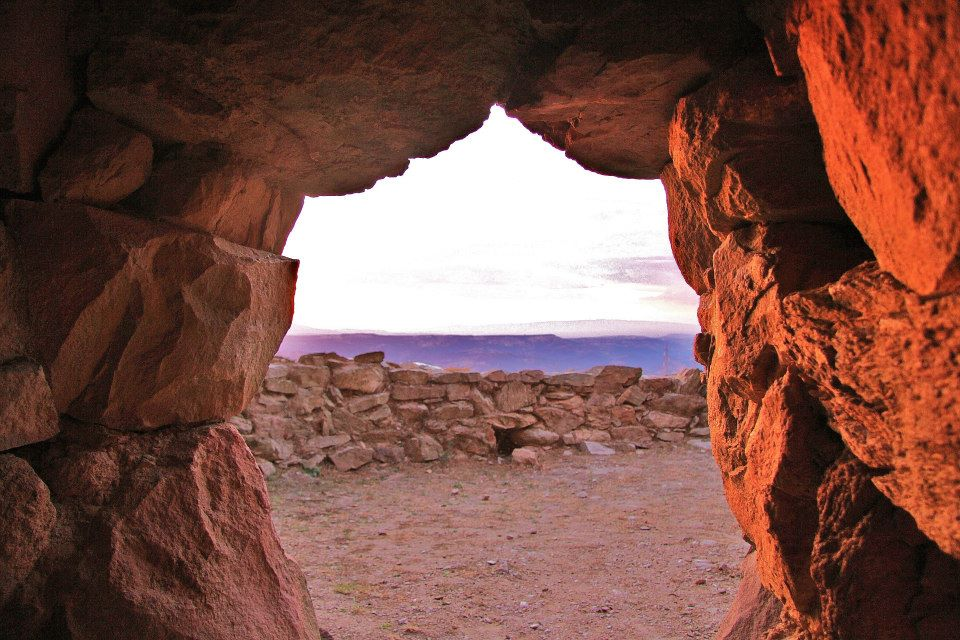
Ingresso e cortile esterno
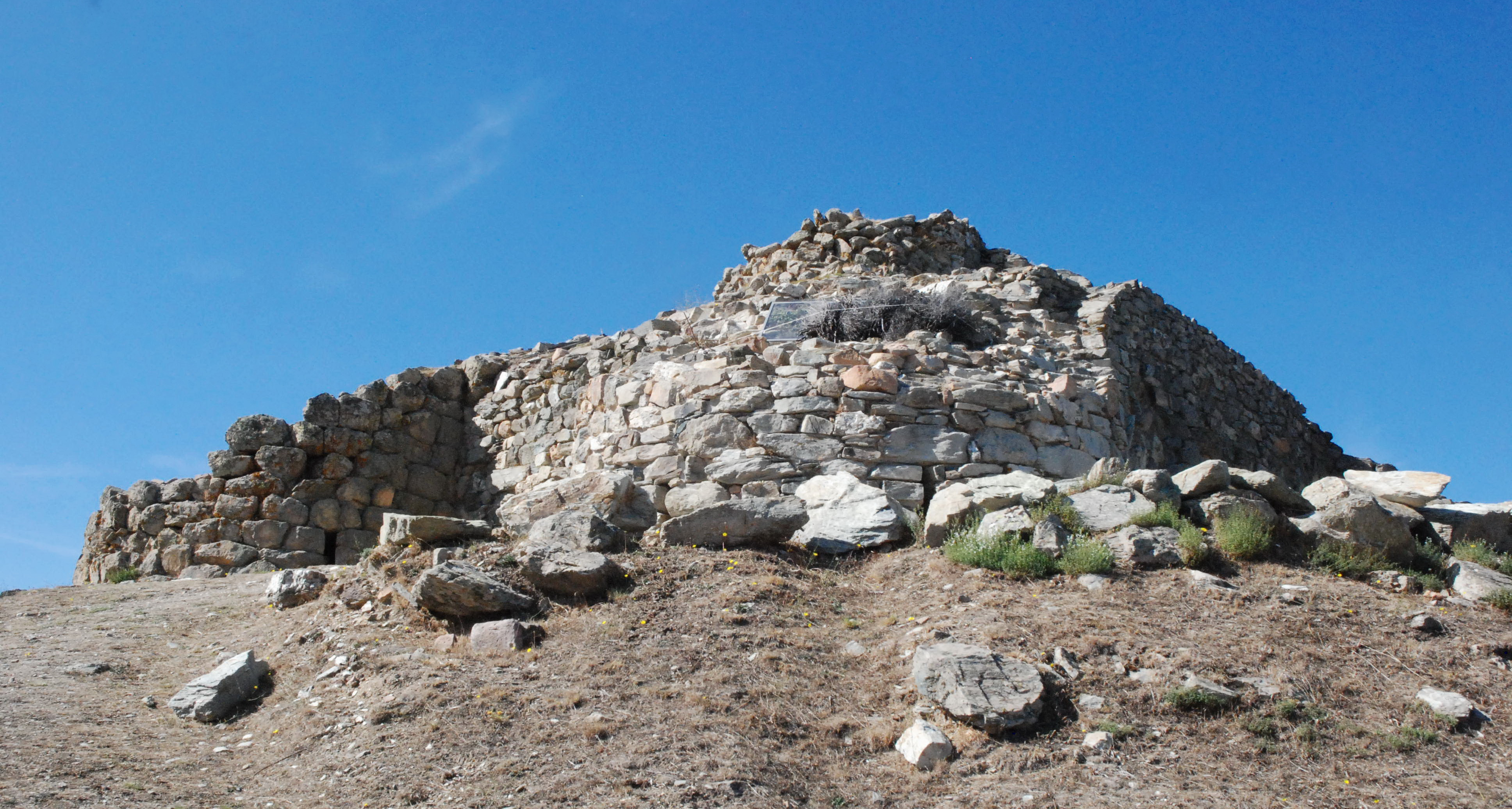
Vista nuraghe quadrilobato Nolza
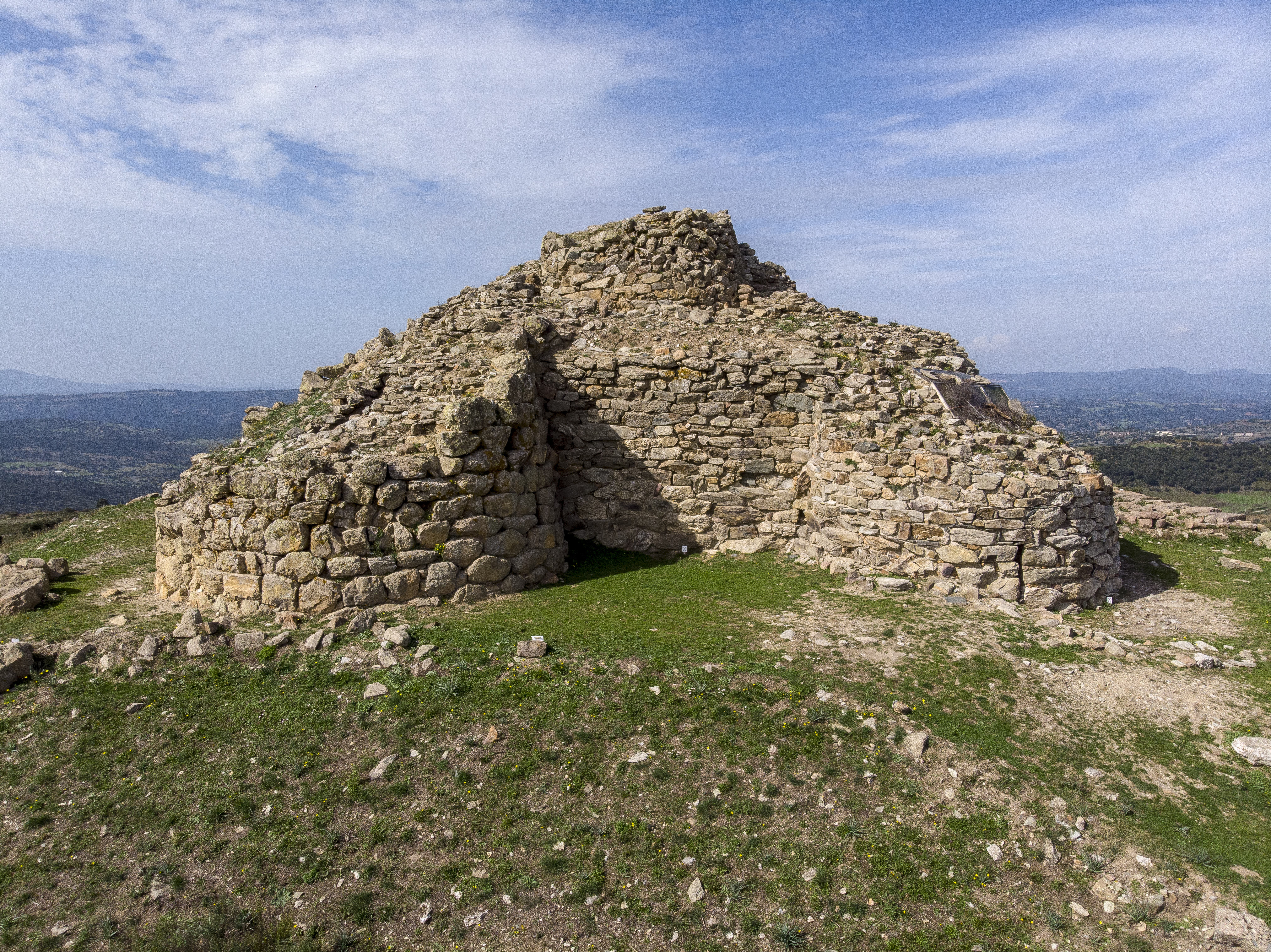
Vista nuraghe quadrilobato Nolza
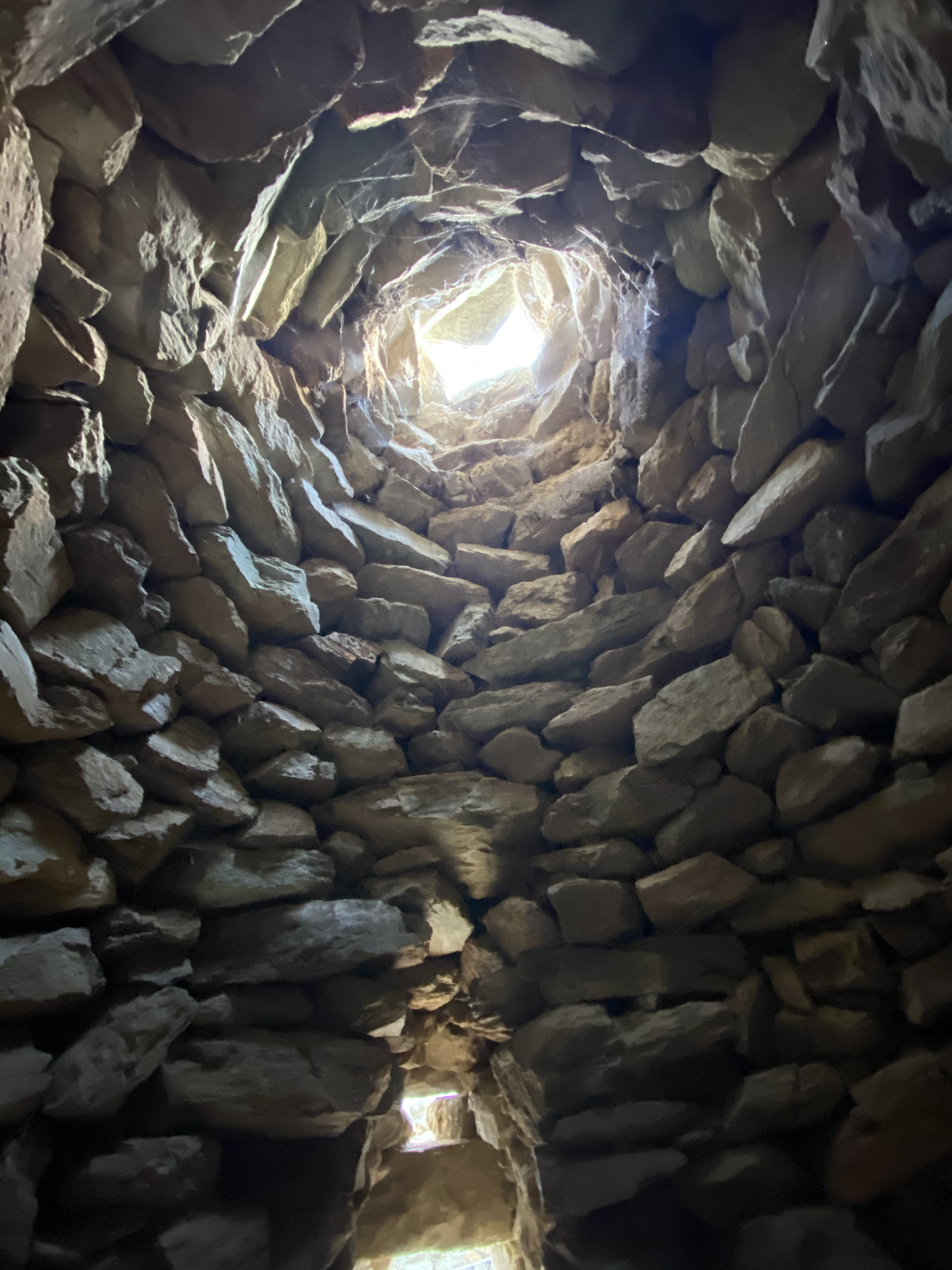
Torre centrale - Tholos e ingresso camera mastio